# Fernando Muñoz García
|  | Aquest article tracta sobre el futbolista andalús. Si cerqueu el futbolista valencià, vegeu «Fernando Muñoz García (futbolista valencià)». |

Fernando Muñoz García, més conegut com a Nando, (Sevilla, 30 d'octubre de 1967) és un exfutbolista andalús, ja retirat, que ocupava la posició de defensa.

## Carrera esportiva
Va iniciar-se en el club de la seva ciutat natal, el Sevilla FC.
Debuta la temporada 85/86 a primera divisió amb el club sevillà, en partit contra l'Athletic Club. A poc a poc troba el seu lloc en el Sevilla, sent la 89/90 la temporada de la seua consolidació, quan només es va perdre un partit de lliga. Aquesta bona actuació fa que s'incorpore al Barça del Dream Team.
A Catalunya va ser un fix de la defensa en les dues primeres lligues de l'equip de Cruyff, i va formar part de l'onze inicial a la Final de la Recopa d'Europa de 1991 que el Barça va perdre contra el Manchester United FC a Rotterdam, i també del que va guanyar la primera Copa d'Europa per als barcelonistes, el 1992 a l'Estadi de Wembley de Londres el 20 de maig de 1992, la primera Copa d'Europa del Barça i un partit que marcaria la història del club. Durant el seu període a l'equip culer va disputar vuit partits com a internacional amb la selecció espanyola de futbol.
El Sevilla el recuperà a l'estiu de 1992 (estava cedit al Barça), però acaba recalant en el Reial Madrid, que va pagar per ell una polèmica clàusula de rescissió de 500 milions de pessetes que va acabar anant als tribunals. Al club blanc la seua aportació va anar de més a menys: mentre la temporada 92/93 era titular, entre la 94/95 i la 95/96 només hi apareixeria en tres ocasions. Amb el Reial Madrid va guanyar una Copa del Rei.
A l'hivern de 1996 retornà a Barcelona, però aquesta vegada al RCD Espanyol, on recuperaria la seua plaça al centre de la defensa. Amb els blanc-i-blaus va disputar més d'un centenar de partits i va guanyar una altra Copa del Rei, la de l'any 2000. Amb l'Espanyol, a més a més, va marcar els seus dos únics gols a la màxima divisió, després de 13 campanyes en actiu.
Després de la 2000/01, Nando, marcat per les lesions, va penjar les botes, i passà a dedicar-se a negocis immobiliaris a Sevilla.